# Versbinding
Versbinding er en overgang af meningen fra en verslinje til den næste, således at de to verslinjer syntaktisk hører sammen.
Versbinding er også kendt som enjambement (fra fransk) eller som brudte sætninger.
Et norsk eksempel:
Ja siig, jeg ønsker, at paa mit Bryst

den Rose laa, du fra mig har kyst (Af Henrik Wergeland: "Til min Gyldenlak" 1845.)
| Sprog og litteratur | Spire Denne artikel om litteratur er en spire som bør udbygges. Du er velkommen til at hjælpe Wikipedia ved at udvide den. |